# Stèle de Tel Dan
 (mars 2022).
Si vous disposez d'ouvrages ou d'articles de référence ou si vous connaissez des sites web de qualité traitant du thème abordé ici, merci de compléter l'article en donnant les références utiles à sa vérifiabilité et en les liant à la section « Notes et références ».

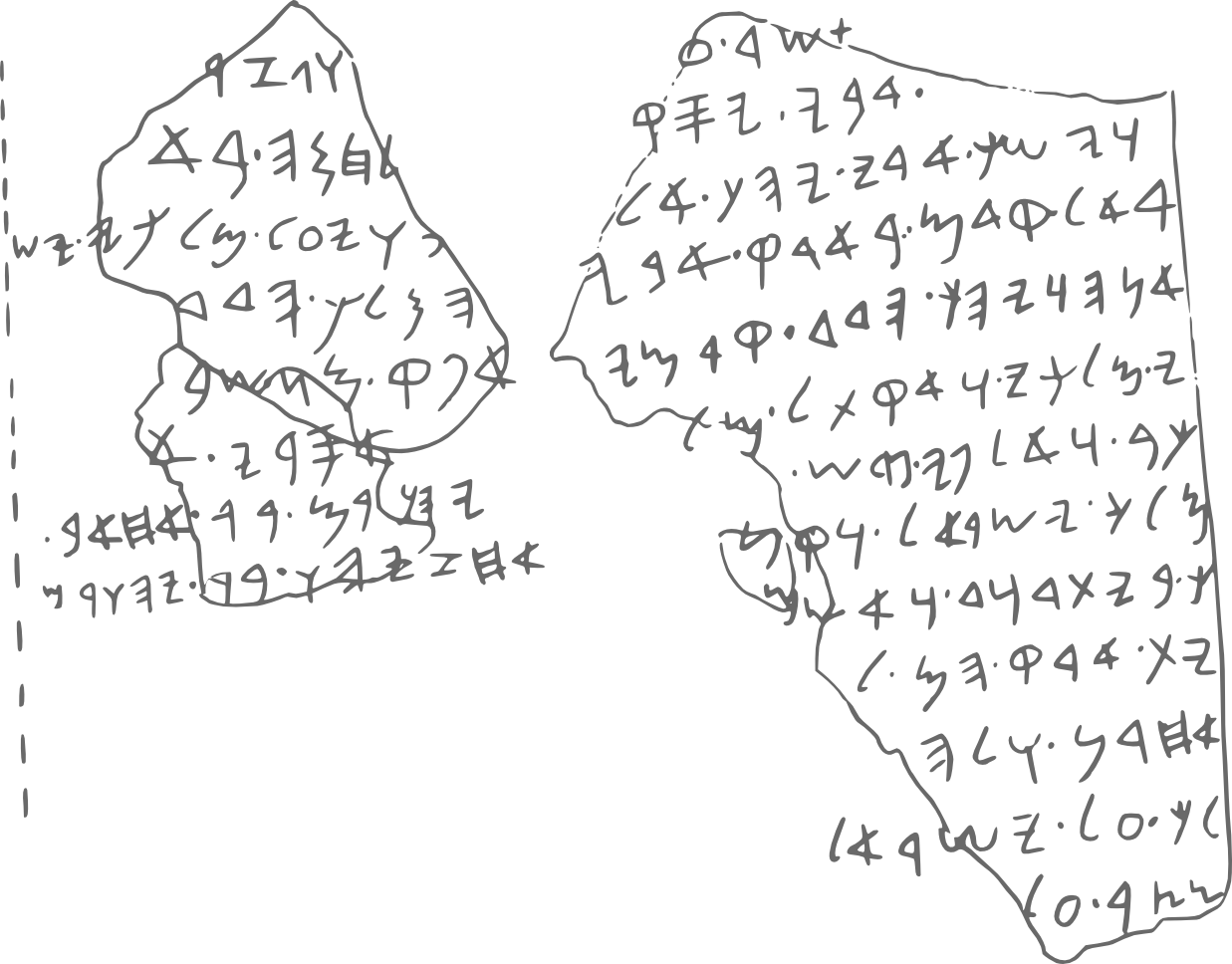
La stèle de Tel Dan

La stèle de Tel Dan est une stèle de basalte érigée par un roi araméen au IXe – VIIIe siècle av. J.-C. dans le nord d'Israël. Deux fragments de la stèle ont été découverts en 1993 et 1994 lors des fouilles archéologiques dirigées par l'archéologue israélien Avraham Biran (en) sur le site de Tel Dan dans le nord de la vallée de la Houla.

## Description
La stèle contient une inscription araméenne qui commémore la victoire d'un roi sur les anciens Israélites. Bien que le nom de l'auteur de la stèle ne semble pas apparaître sur les fragments disponibles, il s'agit probablement d'un roi vivant près de Damas. La datation, le langage et la localisation rendent plausible le fait que l'auteur soit Hazaël ou son fils, Bar-Hadad II, qui étaient souverains d'Aram-Damas et ennemis du royaume d'Israël au IXe siècle av. J.-C.
La stèle est découverte à Tel Dan, une colline anciennement nommée Tell el-Qadi et où se tenait une cité à l'extrême nord d'Israël. Le fragment A a été découvert en 1993, et les fragments B1 et B2, qui vont ensemble, en 1994. Dans la partie cassée de la stèle, sous les écritures, il pourrait y avoir un point de contact « interne » possible entre le fragment A et les fragments B1/B2 assemblés, mais il est sujet à controverse. Si ce point de contact existe réellement, alors les pièces étaient à l'origine côte à côte.
L'inscription a été datée du VIIIe ou IXe siècle av. J.-C. La fin du VIIIe siècle correspond à une destruction due à une conquête assyrienne en -733. Comme cette couche de destruction était au-dessus de celle dans laquelle les fragments de stèle ont été trouvés, il est clair qu'elle a eu lieu après que la stèle a été érigée, puis brisée en plusieurs morceaux, lesquels ont été réemployés plus tard dans un projet de construction à Tel Dan, vraisemblablement par des constructeurs israélites. Le temps écoulé entre ces événements et la conquête assyrienne est difficile à estimer.
Bien que seuls des fragments de l'inscription aient demeuré, elle a fortement suscité l'intérêt des archéologues. L'attention est concentrée sur six caractères en alphabet phénicien signifiant en araméen la « Maison de David » et équivalents au mot hébreu « ביתדוד ». Si la traduction est correcte, il s'agirait de la première identification du roi « David » sur un site archéologique et donc de l'historicité de ce personnage.
Comme la stèle de Mesha, la stèle de Tel Dan semble remplir une fonction de mémorial à but de propagande militaire, vantant les victoires du roi Hazaël ou de son fils. Quelques épigraphistes, dont André Lemaire, pensent que l'expression « Maison de David » apparaît également dans une ligne partiellement brisée de la stèle de Mesha.

## Traduction de la stèle
Avec un minimum de reconstruction, le premier fragment peut se traduire par :
...] mon père partit vers [...
mon père s'est allongé. Il alla vers [  Is-]
raël auparavant dans la terre. Mon père
] Hadad est venu devant moi [...
.. mon roi. Et je tuai [... cha-]
riots et (deux) mille cavaliers [...
roi d'Israël, et je tu[ai
... « maison de David » (bytdwd). Et je mis [...
... le pays. Ils [...
autre et  ...  [r-]
oi sur Is[raël
siège de [...
Le second peut se traduire par :
...] et a coupé [...
...] bataille/a combattu contre [...
...] ..  et est venu le roi [...
...] et Hadad a fait roi [...
...] je suis parti de Sheva/sept [...
soixan]te-dix harnaché [...
...]-rm fils [...
...]-yahu fils [...
André Lemaire a réalisé une traduction ligne par ligne en rassemblant les deux fragments. Les parties ne pouvant être lues car manquantes, ou trop altérées par l'érosion, sont représentées par [.....] :
1'. [.....................].......[...................................] et coupa/coupé [.........................]
2'. [.........] mon père partit vers [....................c]ombattant à/contre Ab[....]
3'. Et mon père succomba; il alla vers ses [pères]. Et le roi d'I[s-]
4'. raël pénétra dans la terre de mon père[. Et] Hadad me fit moi-même roi.
5'. Et Hadad alla devant moi[, et] je partis de ...........[.................]
6'. de mes rois. Et je tuai deux ro[is] [puis]sants, qui avaient sous leurs ordres deux mil[le cha-]
7'. riots et deux mille cavaliers. [Je tuai Yo]ram fils d'[Ahab]
8'. roi d'Israel, et je tuai [A'haz]yahou fils de [Yoram r]oi
9'. de la Maison de David. Et je plaçai [.......................................................]
10'. leur pays ...[.......................................................................................]
11'. autre ...[......................................................................... et Jehu ré-]
12'. gnait sur Is[raël...................................................................................]
13'. siège sur [............................................................]
Le texte original et translittéré en hébreu est consultable sur he.wiki.

## Possibles parallèles bibliques
Les inscriptions pourraient coïncider avec certains événements consignés dans la Bible hébraïque :
- 2 Rois 8:7-15 raconte comment, avant que Hazaël ne devienne roi d'Aram, son prédécesseur fut malade et mourut dans son lit :

7. Élisée se rendit à Damas. Ben Hadad, roi de Syrie, était malade ; et on l'avertit, en disant : L'homme de Dieu est arrivé ici.
8. Le roi dit à Hazaël : Prends avec toi un présent, et va au-devant de l'homme de Dieu ; consulte par lui l'Éternel, en disant : Guérirai-je de cette maladie ?
9. Hazaël alla au-devant d'Élisée, prenant avec lui un présent, tout ce qu'il y avait de meilleur à Damas, la charge de quarante chameaux. Lorsqu'il fut arrivé, il se présenta à lui, et dit : Ton fils Ben Hadad, roi de Syrie, m'envoie vers toi pour dire : Guérirai-je de cette maladie ?
10. Élisée lui répondit : Va, dis-lui : Tu guériras ! Mais l'Éternel m'a révélé qu'il mourra.
11. L'homme de Dieu arrêta son regard sur Hazaël, et le fixa longtemps, puis il pleura.
12. Hazaël dit : Pourquoi mon seigneur pleure-t-il ? Et Élisée répondit : Parce que je sais le mal que tu feras aux enfants d'Israël ; tu mettras le feu à leurs villes fortes, tu tueras avec l'épée leurs jeunes gens, tu écraseras leurs petits enfants, et tu fendras le ventre de leurs femmes enceintes.
13. Hazaël dit : Mais qu'est-ce que ton serviteur, ce chien, pour faire de si grandes choses ? Et Élisée dit : L'Éternel m'a révélé que tu seras roi de Syrie.
14. Hazaël quitta Élisée, et revint auprès de son maître, qui lui dit : Que t'a dit Élisée ? Et il répondit : Il m'a dit : Tu guériras !
15. Le lendemain, Hazaël prit une couverture, qu'il plongea dans l'eau, et il l'étendit sur le visage du roi, qui mourut. Et Hazaël régna à sa place.
- 2 Rois 8:28 et 9:15-16 rapporte qu'après avoir été blessé en combattant à Ramoth en Galaad, Yoram d'Israël 'fut déposé' à Jezraël:

8:28. Il alla avec Yoram, fils d'Achab, à la guerre contre Hazaël, roi de Syrie, à Ramoth en Galaad. Et les Syriens blessèrent Yoram.
9:15. Mais le roi Yoram s'en était retourné pour se faire guérir à Jezréel des blessures que les Syriens lui avaient faites, lorsqu'il se battait contre Hazaël, roi de Syrie. -Jéhu dit : Si c'est votre volonté, personne ne s'échappera de la ville pour aller porter la nouvelle à Jezréel.
9:16. Et Jéhu monta sur son char et partit pour Jezréel, car Yoram y était alité, et Achazia, roi de Juda, était descendu pour le visiter.

## Controverse au sujet de la mention «Maison de David»
Du fait de la mention d'« Israël » et de ביתדוד (BYTDWD, « Maison de David »), la stèle de Tel Dan est souvent citée comme le seul support matériel en faveur de la réalité historique de David. Cependant, des critiques ont suggéré d'autres lectures de ביתדוד, principalement basées sur le fait que les lettres « DWD » peuvent aussi bien se lire David que Dod (hébreu pour « oncle » ou « aimé ») ou des formes apparentées.
En ancien hébreu, afin de séparer des mots, un marqueur de séparation représenté par un point devrait être placé entre les lettres. Par exemple, « Maison de David »devrait s'écrire בית•דוד, ce qui n'est pas le cas de la stèle de Tel Dan.
Anson Rainey, défenseur de la lecture « Maison de David », écrit qu'« un marqueur de séparation entre deux composants d'une telle construction est souvent omis, particulièrement si la combinaison est un nom propre bien établi. » Gary Rendsburg ajoute à l'opinion de Rainey en montrant qu'on désigne en araméen, assyrien et babylonien, un état araméen par le terme Bit + X (Note: dans ce motif, Bit est équivalent à BYT, « maison de », et X est habituellement le nom de la personne considérée comme ayant fondé une dynastie.
Rendsburg ajoute qu'« on pourrait même s'aventurer à dire que la locution assyrienne Bit Humri (« maison d'Omri ») pour désigner le royaume d'Israël est arrivée aux scribes assyriens via les Araméens ». (Omri est un roi d'Israël dont le règne s'étend de -873 à -844, et qui fonda une dynastie qui régna sur Israël pendant quatre règnes. Au cours de ces règnes, Israël entra en conflit militaire avec l'Assyrie. Les annales assyriennes mentionnent le roi Achab, fils d'Omri, en tant qu'« Ahab l'Israélite », qui lutta contre l'Assyrie.)
George Athas pense que les trois fragments de l'inscription ont été placés dans une mauvaise configuration (pour la configuration consensuellement acceptée, cf. l'illustration supra). Il propose une configuration selon laquelle le Fragment A (le plus grand) serait placé bien au-dessus des Fragments B1 et B2 (qui s'emboîtent parfaitement). Il suggère aussi que ביתדוד pourrait en réalité faire référence à Jérusalem, postulant que ביתדוד serait l'équivalent araméen de « Cité de David ». Il offre aussi des preuves en faveur de l'authenticité des fragments (laquelle avait été remise en question par, notamment, Russell Gmirkin), et révise la datation de l'inscription à la baisse, proposant comme auteur non pas Hazael, comme il est populairement admis, mais plutôt son fils Bar Hadad.
Une vue minoritaire verrait en DWD le rendu hébraïque de Thoth (prononcé, selon les Grecs anciens, Touth - cf. Thoutmôsis), BYTDWD faisant alors référence à un temple de Thoth. L'égyptologue Kenneth Anderson Kitchen a cependant fait remarquer qu'il n'y a pas de temple de Thoth connu dans cette région.
D'autres pensent que ביתדוד réfère à un lieu géographique inconnu.
Il a été suggéré par Thomas L. Thompson que, quand bien même il pourrait être démontré que les termes « maison de David »et « maison d'Omri » faisaient bien référence aux rois de Juda et d'Israël à cette époque, on ne pourrait conclure qu'ils considéraient David et Omri comme leurs ancêtres récents, ayant fondé leurs dynasties au sens moderne du terme, et d'autres interprétations du terme « maison de » dans ce contexte sont possibles.